# Beaver City (Nebraska)
Beaver City es una ciudad ubicada en el condado de Furnas en el estado estadounidense de Nebraska. En el Censo de 2010 tenía una población de 609 habitantes y una densidad poblacional de 237,75 personas por km².

## Geografía
Beaver City se encuentra ubicada en las coordenadas 40°8′18″N 99°49′39″O / 40.13833, -99.82750. Según la Oficina del Censo de los Estados Unidos, Beaver City tiene una superficie total de 2.56 km².

## Demografía
Según el censo de 2010, había 609 personas residiendo en Beaver City. La densidad de población era de 237,75 hab./km². De los 609 habitantes, Beaver City estaba compuesto en un 96.06% por blancos, un 0.49% eran afroamericanos, el 0.99% eran amerindios, el 0.16% eran asiáticos, el 0.66% eran de otras razas y el 1.64% pertenecían a dos o más razas. Del total de la población el 2.3% eran hispanos o latinos de cualquier raza.